# James Peake
James Benjamin Peake (ur. 18 czerwca 1944 w Saint Louis, Missouri) – emerytowany generał porucznik Armii Stanów Zjednoczonych, weteran wojny w Wietnamie, w latach 2007–2009 piastował urząd sekretarza spraw weteranów w gabinecie prezydenta George’a W. Busha. Był także zwierzchnikiem służby medycznej (ang. Surgeon General) armii od 22 września 2000 do 8 lipca 2004, kiedy odszedł ze służby czynnej).